# Kläppen

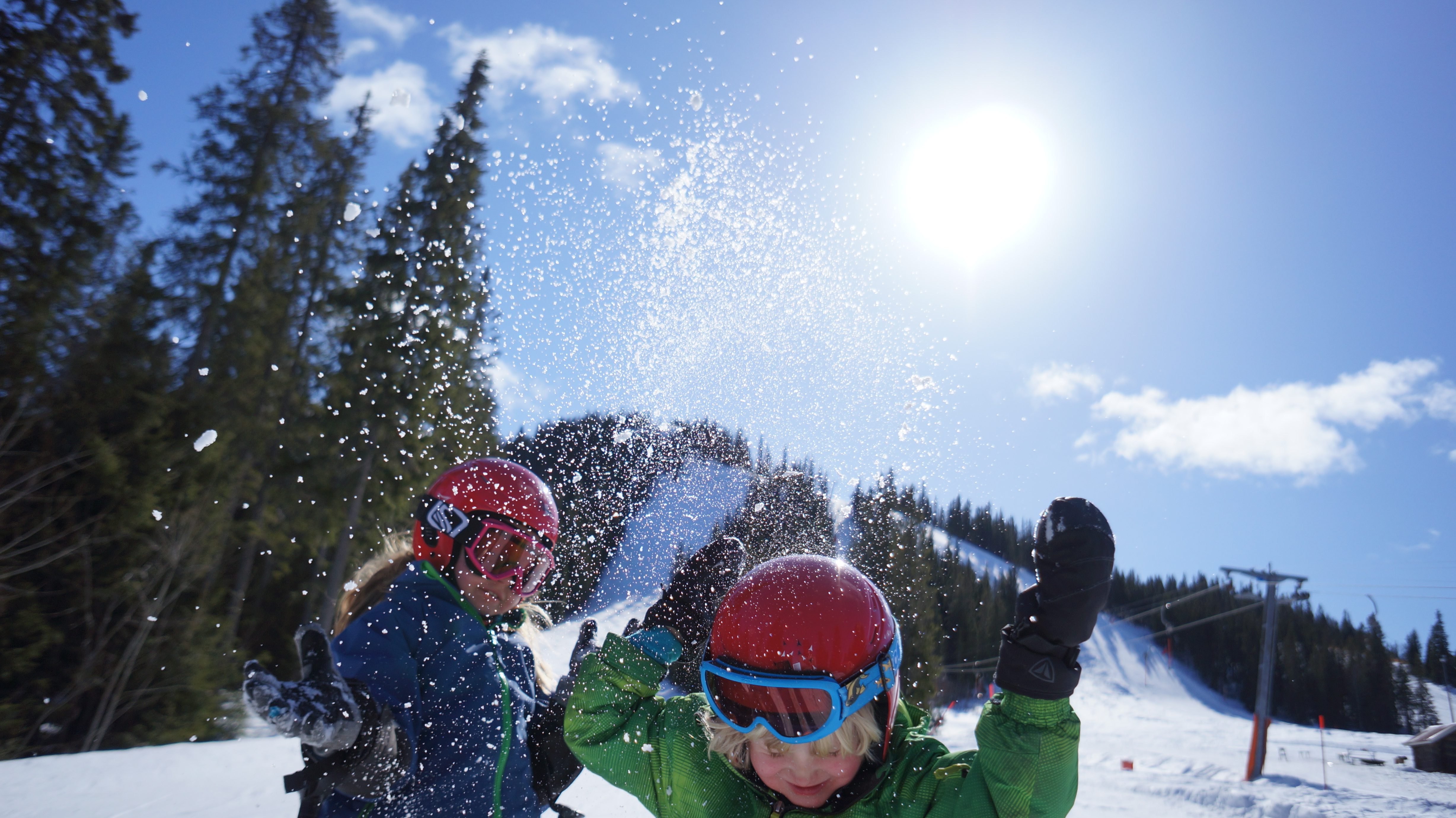

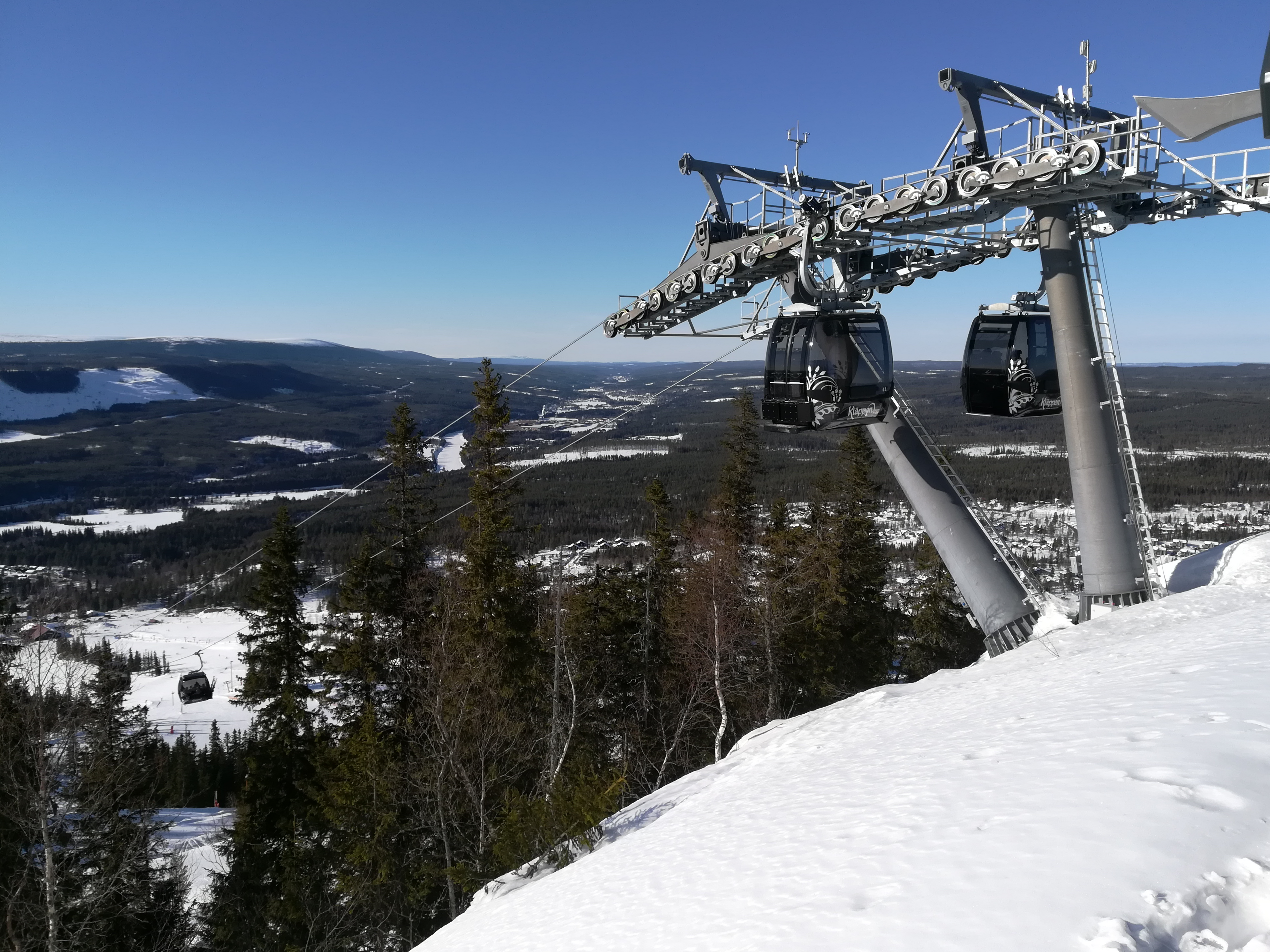

Kläppen è una stazione sciistica di Sälen ed è sita 17 km a sud del paese. Kläppen è attrezzata di 15 impianti di risalita e 32 piste di una lunghezza totale di 35 km. Di queste ultime, 14 sono verdi, 5 blu, 8 rosse e 6 nere. La pista più lunga misura 3 km e mentre il maggior dislivello è di 315 m.
L'area di Kläppen mette a disposizione anche 4 sentieri da sci di fondo per una lunghezza totale di 36 km.
Le altre località sciistiche della zona di Sälen sono Lindvallen, Högfjället, Tandådalen, Hundfjället e Stöten.